# Перхлорат железа(II)
Перхлорат железа(II) — неорганическое соединение, 
соль железа и хлорной кислоты с формулой Fe(ClO4)2,
растворяется в воде,
образует кристаллогидрат — зелёные кристаллы.

## Получение
- Растворение металлического железа в разбавленной хлорной кислоте при охлаждении:

{\displaystyle {\mathsf {Fe+2HClO_{4}\ {\xrightarrow {}}\ Fe(ClO_{4})_{2}+H_{2}\uparrow }}}

## Физические свойства
Перхлорат железа(II) образует
кристаллогидрат состава Fe(ClO4)2•6H2O — зелёные гигроскопичные кристаллы
гексагональной сингонии,
параметры ячейки a = 1,558 нм, c = 0,524 нм.
Устойчив в сухой атмосфере (хранение над CaCl2), в присутствии влаги расплывается и окисляется.
Хорошо растворяется в воде и этаноле.